# Jour des Saints Innocents
 (décembre 2015).
Si vous disposez d'ouvrages ou d'articles de référence ou si vous connaissez des sites web de qualité traitant du thème abordé ici, merci de compléter l'article en donnant les références utiles à sa vérifiabilité et en les liant à la section « Notes et références ».
Le Jour des Saints Innocents est la commémoration d'un épisode du christianisme : le massacre des enfants de moins de deux ans nés à Bethléem (Judée), ordonné par le roi Hérode Ier le Grand afin de se défaire du nouveau-né Jésus de Nazareth qu'il considérait comme un potentiel rival.
Il est diversement célébré dans le monde hispanique le 28 décembre, tant du point de vue religieux que de manière païenne, festive ou humoristique, selon les régions d'Espagne ou les pays sud-américains.

## Récit biblique
L'Église catholique célèbre cet événement le 28 décembre, bien que, selon l'Évangile de saint Matthieu, le massacre ait eu lieu après la visite des Rois mages au roi Hérode Ier le Grand, un ou deux jours après le 6 janvier, et bien que la date de l'adoration des Rois mages à Jésus ne corresponde pas à une date précise dans les écritures.
Il est très fréquent de dire que les dates de Noël et celles qui y sont associées sont arbitraires, car aucune ne figure dans les Évangiles. Selon eux, Zacharie apprit qu'Élisabeth était enceinte de Jean-Baptiste quand il accomplissait son obligation de brûler de l'encens dans le Temple, chose que devait faire chaque groupe sacerdotal deux fois par an. Zacharie appartenait au huitième groupe, celui d'Abias, ce qui nous donne deux dates possibles pour la conception de Jean Baptiste, une à la mi-mai et l'autre à la mi-novembre, aucune des deux ne coïncidant avec la tradition.

## Interprétation historique
Dans son œuvre Antiquités judaïques, Flavius Josèphe (37-100) ne relate pas de massacre d'enfants de la part d'Hérode I le Grand. Cependant, divers historiens affirment que ceci n'est pas un argument décisif et que l'épisode du massacre correspond bien à la cruauté d'Hérode, bien connue et documentée.

## Commémoration humoristique du 28 décembre dans le monde hispanique
Dans le monde Hispanoaméricain et en Espagne, c'est une tradition de faire coïncider cette date du 28 décembre avec des plaisanteries et blagues en tous genres, comme on le fait en France avec le premier avril. Le mot espagnol « inocente » perd toute connotation religieuse et prend alors le sens de « naïf, celui qui se fait rouler ». Cela vaut autant pour les particuliers que pour les médias. Ceux-ci se livrent à des plaisanteries en transformant l'actualité ou en inventant des événements de sorte qu'ils semblent réels. Il s'agit d'une liberté que se donnent les journalistes pour donner corps à leur sens de l'humour. Il est de tradition que les journaux hispaniques publient des pages entières de nouvelles humoristiques, sans oublier de préciser qu'il s'agit du jour des innocents, que ce soient d'évidentes plaisanteries, des événements d'actualité réelle déguisés, ou de sérieuses et trompeuses informations qui prennent le lecteur ou l'auditeur au dépourvu. Le jour des innocents est une réalité bien vivante dans tout le monde hispanique.
Dans quelques zones de l'Amérique, il existe une plaisanterie qui consiste à se faire prêter un objet ou de l'argent le jour des innocents, qui autorise l'emprunteur à s'approprier les biens du prêteur sans remboursement. Il est alors d'usage de prononcer la très populaire phrase : « Innocente colombe qui t'es laissée tromper » ou sa version élargie: « Innocente colombe, qui t'es laissée tromper, sachant que ce jour-là, on ne peut rien prêter ».

## Commémoration festive du 28 décembre dans le monde hispanique

### Le jour des innocents en Espagne
Il est appelé « Día de los Santos Inocentes » en langue castillane.
Province de Lérida

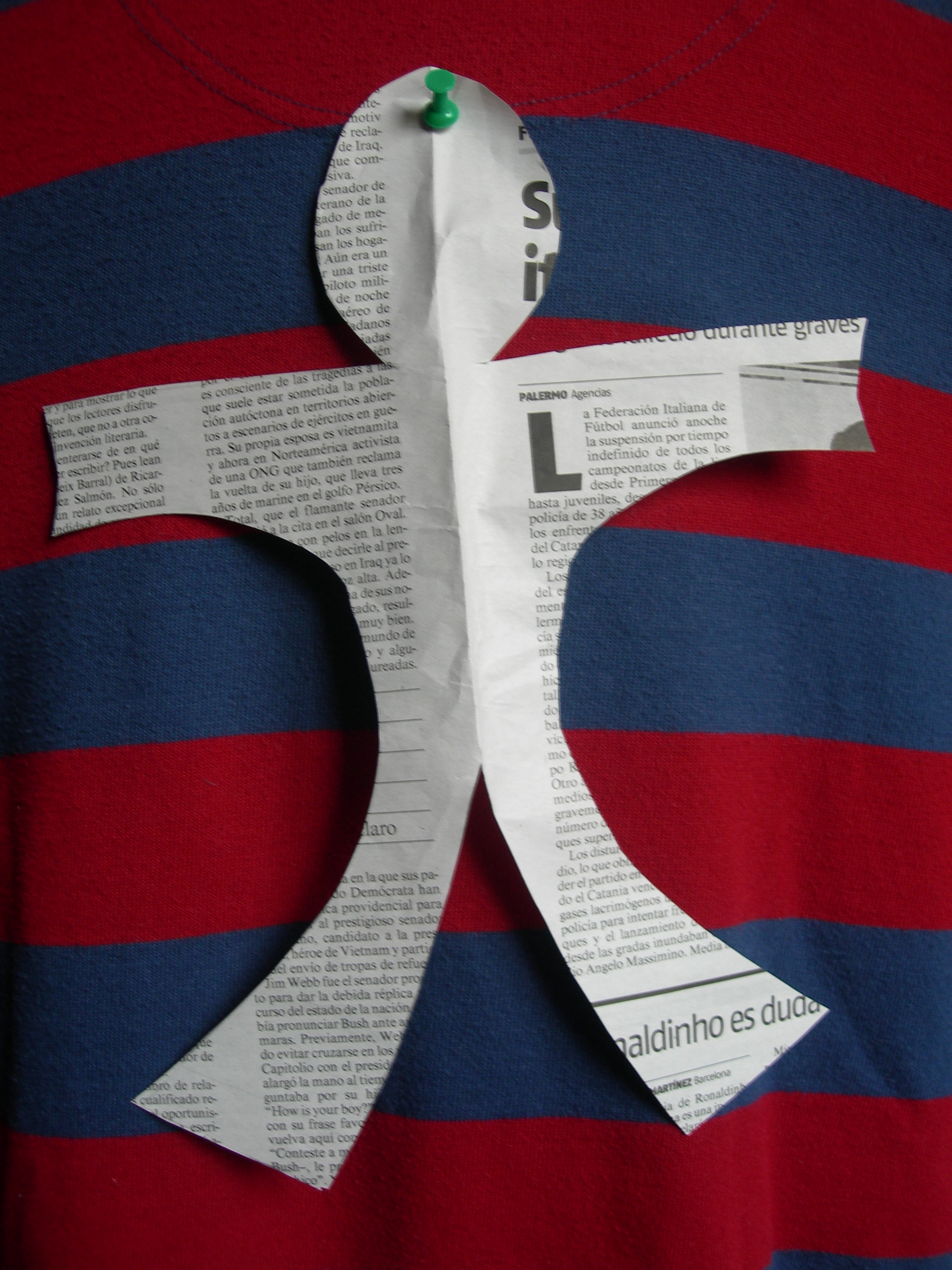
Une « llufa » en papier

À Tremp, capitale du Pallars Jussà, Province de Lérida, le jour des innocents se célèbre ce jour en pendant une llufa (poupée en papier géante) au clocher campanario du village. Après le passage de la poupée dans les rues, les villageois chantent pour qu'elle descende avant de la brûler. Cette festivité, de même que les autres festivités de Noël de cette ville sont organisées par l'établissement culturel "La Casa del Sol Naixent" (La Maison du soleil naissant).
Province d'Alicante

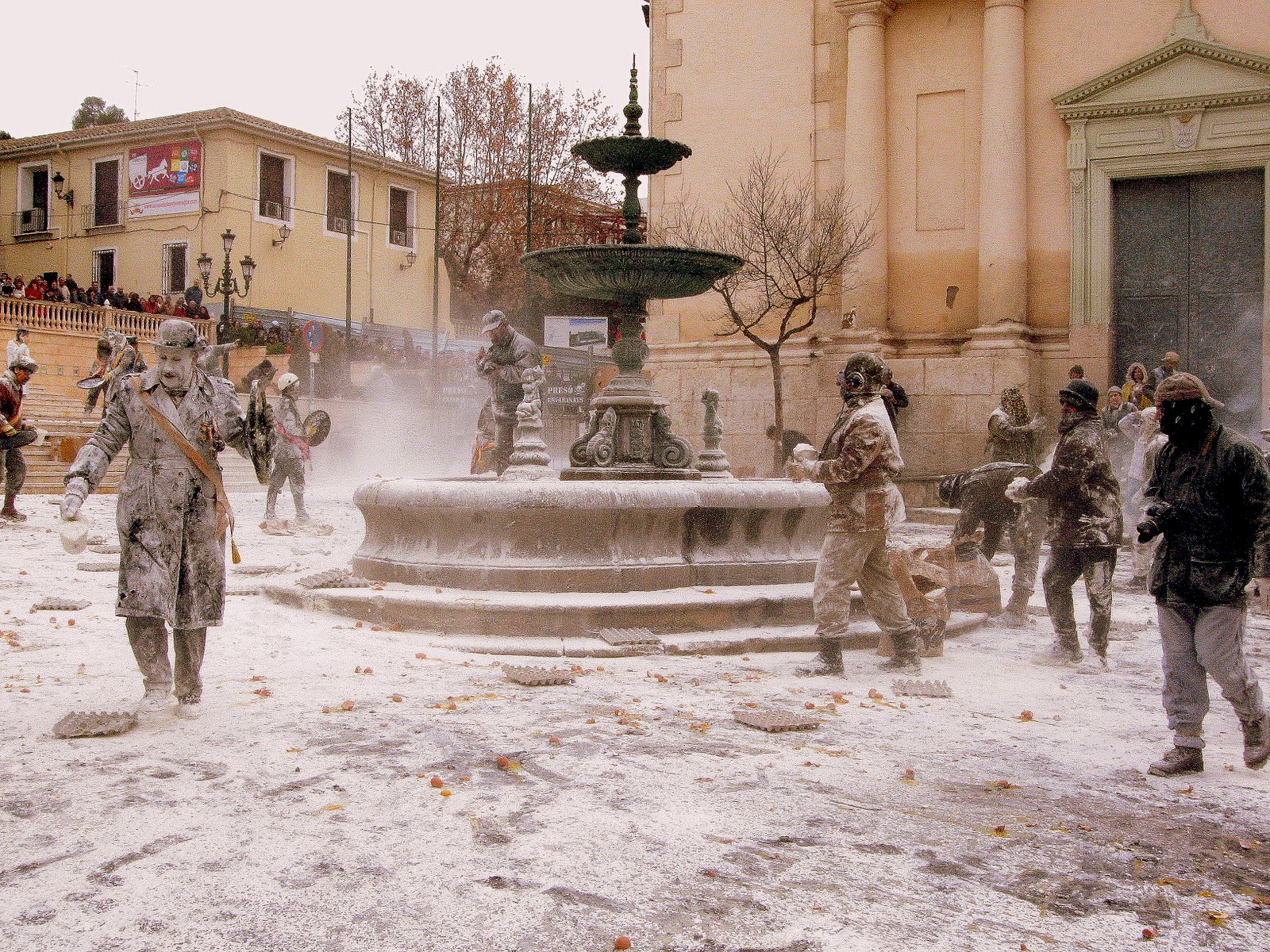
Fête « Les Enfarinés » à Ibi, Province d'Alicante.

Dans la localité alicantine d'Ibi, le 28 décembre ont lieu quelques actes très particuliers en relation avec cette festivité et sont parmi les plus caractéristiques de la province d'Alicante : le Jour dels Enfarinats ou "Enharinados" (le Jour des Enfarinés),. Il s'agit d'une célébration festive née selon certaines sources en 1797 qui représente l'affrontement entre le pouvoir public et l'opposition, moyennant une bataille de farine dans un environnement carnavalesque et satirique. Els enfarinats est un groupe formé de 14 personnes parmi lesquelles on choisit le maire et d'autres personnalités remarquables, comme le juge, le procureur, l'huissier... L'opposition, dont les représentants portent une chistera noire, essaye de les déchoir du pouvoir. C'est alors que commence une bataille dans laquelle on se jette de la farine, des œufs et des pétards. C'est une spectaculaire explosion de bruit, de fête et de tradition.
Province de Huesca
À Fraga, il est commun de voir des jeunes gens se livrer une bataille d'œufs dans une sorte de guerre des « peñas » (clubs d'amis).
Province de Valence
Dans le village valencien de Jalance de la Vallée de Ayora-Cofrentes, la date du 28 décembre est celle de la Fête des Fous. C'est une fête qui date du début du XVIIe siècle avec une symbolique païenne marquée. Les plus jeunes, habillés avec des vêtements extravagants et avec des maquillages voyants ont pendant quelques heures le pouvoir au son de charangas (fanfares) divertissantes. La nuit, on célèbre la traditionnelle Danse des Fous, où presque tout est permis : outre la musique, la grivoiserie est la plus grande protagoniste.

### Le jour des innocents au Salvador
Au Salvador, le 28 décembre se célèbre religieusement dans la ville de Antiguo Cuscatlán, dans le département de la Liberté. L'Église catholique de la localité se consacre aux Saints Enfants Innocents. C'est aussi la fête patronale de la ville.
La tradition remonte apparemment au temps des colonies. Les personnes provenant de différents lieux du pays, apportent depuis la veille des chars ou des paniers avec des images d'enfants ornées de différentes manières servant d'exvoto en remerciement de quelques faveurs reçues. C'est une festivité colorée à laquelle assistent des centaines de personnes. Dans les rues s'installe une foire populaire d'une grande variété gastronomique et artisanale.

### Le jour des innocents au Venezuela
À Sanare, dans l'état de Lara, on célèbre chaque 28 décembre une festivité religieuse et folklorique appelée Los Zaragozas.
Née du Nouveau testament, elle tient son origine d'un épisode de l'Évangile de Saint Mathieu (Mt 2,16-18) où Hérode I Le Grand, rendu furieux par la trahison des sages d'Orient, ordonne d'exécuter tous les enfants de Bethléem de moins de deux ans.

#### Origines
Il est possible que cette tradition ait été introduite dans ce pays dès l'arrivée des premiers colonisateurs, comme Diego de Lozada, qui fonda Caracas et mourut à Sanare. En souvenir de ce malheureux épisode de la Bible, Los Zaragozas, des groupes d'hommes déguisés avec des robes et des masques multicolores, sortent pour danser tous les 28 décembre à Sanare. Cette fête représente la folie des mères qui ont perdu leurs fils.

#### Déroulement de la festivité
Les Zaragozas dansent au rythme du Tamunangue, une danse typique de la région, tous les ans dès l'aube. Afin d'éviter d'être identifiées, les personnes se déguisent au préalable dans des maisons différentes de la leur et sortent de divers endroits pour commencer leur parcours dans les rues. Elle se réunissent finalement vers 5  ou   6 heures du matin dans la maison de la capitaine qui possède le plus haut rang hiérarchique de la célébration. Le début de la célébration appelée « la rupture », consiste à chanter le Salve Regina et quelques oraisons face à l'autel couvert avec une couverture ornée de fleurs et de plantes, où a été placé le tableau des Saints Innocents. Les personnes se dirigent vers la chapelle des Zaragozas au rythme de la musique, des chants et des oraisons, et à sept ou huit du matin où on célèbre la première messe, dans l'église San Isidro.
Après la messe, à neuf ou dix du matin, la foule se dirige par la rue centrale de Sanare vers l'Église Sainte Ana, dans le Barrio Arriba, pour accomplir l'acte religieux du jour. Après la messe de Sainte Ana, ils font quelques promesses sur l'altozano (partie haute de la ville), se rendent à l'Amphithéâtre du Folklore et la Culture situé face à l'église où ils jouent, chantent et dansent et font des promesses de fidèles dévots. Puis ils demandent l'autorisation au Conseil Municipal, à la Mairie et à la Préfecture de réaliser le parcours dans les rues où ils visitent tout au long de la journée des foyers des dévots. Ils font des promesses que les dévots offrent aux saints Innocents, et reçoivent quelques ovations ou des attentions des croyants.
Après avoir parcouru les rues en tous sens, ils reviennent à la maison de la Capitaine et procèdent à la clôture qu'on appelle encierro (enfermement). L'image des Saints Innocents est placée sur l'autel, les musiciens se placent face à lui et les Zaragozas ôtent leurs masques.

#### Le tableau des Saints innocents
Le tableau symbolique, une huile anonyme, représente le massacre ou la décapitation des enfants par les soldats du roi Hérode. Certains attribuent ce tableau au poète, artisan et photographe Mateo Segunda Viera. Sur initiative de la "capitana" (la capitaine, c'est-à-dire la responsable principale de la festivité), on a procédé à une copie afin de protéger l'original du tableau des saints innocents,

#### Déguisement
Le déguisement des Zarogozas est composé d'une robe, d'un chaparro en osier, un tube de canne, un masque, un ticket de détaxation du déguisement, un drapeau jaune et un échantillon littéraire.

#### Personnalités de la festivité
La capitaine est la personne responsabilité de la protection du tableau, de l'inscription les candidats au déguisement, de l'encaissemennt de leur contribution et de la préparation du café pour les participants en début de la fête.
Le capitaine majeur est celui qui dirige le groupe des Zaragozas, les musiciens et les chanteurs, donne le coup d'envoi des actes et est chargé de maintenir l'ordre parmi les déguisés.
Le capitaine mineur est responsable de la coordination et seconde le capitaine majeur. Il collecte la recette des fonds des dévôts, et se charge de porter l'image des Saints Innocents.
Les musiciens chanteurs impriment le rythme et animent toute la festivité. Ils sont organisés en petits chœurs de deux personnes, jouent d'un instrument et chantent des refrains ou des couplets.

#### Popularité
La fête animée par les Zaragozas déguisés est très appréciée des autochtones, des visiteurs et des touristes qui s'y regroupent en une foule nombreuse et bruyante.

#### Fêtes similaires au Venezuela
Cette habitude populaire de célébrer le jour des Saints Innocents existe sous d'autres noms comme des Fête des Fous ou « Locainas » dans diverses villes et villages du pays, comme à Los Andes, Les Llanos ou El Oriente.